# Ecma International
"Ecma International" je zasebna neprofitna standardizacijska organizacija za informacijske in komunikacijske sisteme. Sedanje ime je pridobila v letu 1994, ko je organizacija European Computer Manufacturers Association (ECMA) spremenila ime, da bi to bolje opisovalo globalen doseg njenih aktivnosti. 
Prvotna organizacija je bila ustanovljena leta 1961 z namenom standardizacije računalniških sistemov v Evropi. Članstvo je odprto za mala in srednja podjetja, ki proizvajajo ali tržijo računalniške in komunikacijske sisteme in imajo interes ter izkušnje na področjih, ki so v domeni tehničnih teles skupine. Organizacija ima sedež v Ženevi.